# Kookaburra (album)
Kookaburra is een ep van de Belgische punkgroep Red Zebra uit 1984. De plaat verscheen bij Halu/Parsival.

## Nummers
1. I Got the Microphone
2. Now Is the Time
3. Spit on the CIty
4. Everything Comes and Goes
5. The Beaver
6. Kookaburra Bird

## Meewerkende artiesten
Producer: 
- Paul Despiegelaere

Muzikanten:
- Ad Cominotto (klavier)
- Carlo Van Belleghem (basgitaar)
- Geert Maertens (gitaar)
- Guus Fluit (klavier, sampler)
- Johan Isselée (drums)
- Nicolas Delfosse (gitaar)
- Patrick Riguelle (achtergrondzang)
- Paul Despiegelaere (gitaar)
- Peter Slabbynck (zang)